# Pyromaia cuspidata
Pyromaia cuspidata är en kräftdjursart som beskrevs av William Stimpson 1871. Pyromaia cuspidata ingår i släktet Pyromaia och familjen Inachoididae. Inga underarter finns listade i Catalogue of Life.

## Bildgalleri

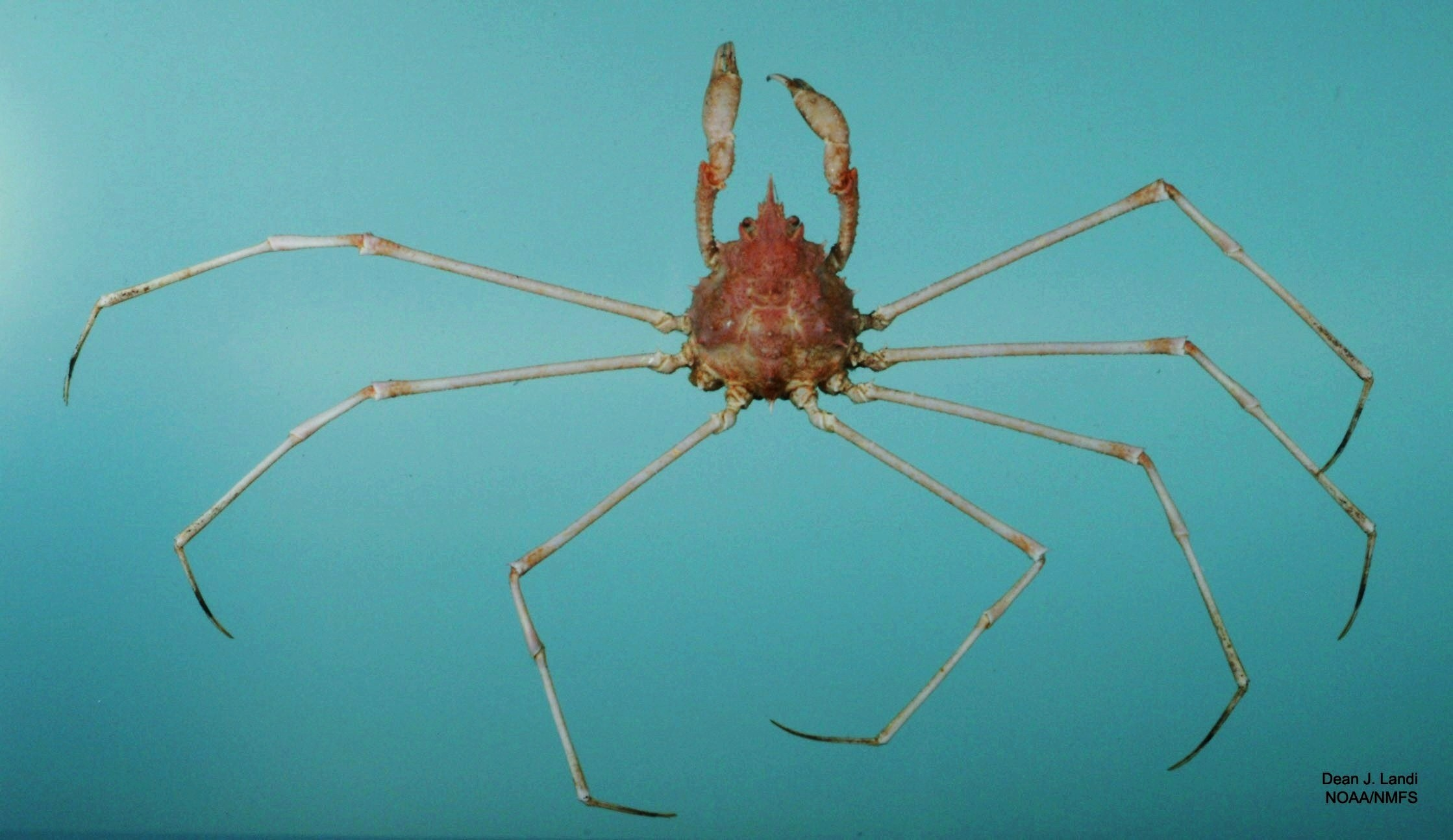